# Hallmark Hall of Fame

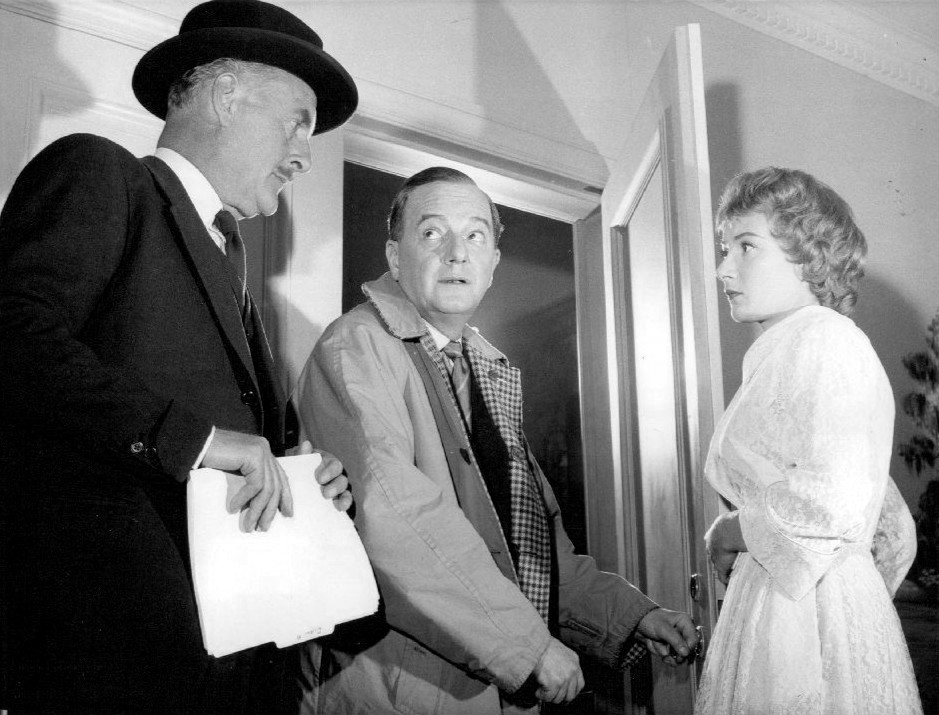
Una escena de «Dial M for Murder» del programa de televisión Hallmark Hall of Fame. En la foto, de izquierda a derecha: John Williams, Maurice Evans, que repitió su papel de Broadway en esta presentación televisiva, y Rosemary Harris.

Hallmark Hall of Fame es una serie de antología estadounidense cuya primera emisión data de 1951 y que continúa actualmente en pantalla, convirtiéndose así en una de las series de televisión más longevas de todos los tiempos. 

## Historia
Durante la era dorada de la radio, la conocida marca de cartas Hallmark Cards patrocinó varios seriales radiofónicos que sirvieron de base para, a comienzos de los años 50, crear una serie de televisión que recogiera dramatizaciones de obras de teatrales y literarias famosas. La serie se tituló "Hallmark Hall of Fame", adoptando el nombre de la compañía patrocinadora, siendo este uno de los primeros casos de publicidad nativa que se conocen.
La serie comenzó a emitirse en la emisora NBC el 24 de diciembre de 1951, con una obra titulada Ahmal and The Night Visitors y presentó al bailarín de ballet Nicholas Magallanes. A partir de 1954 todos los programas se emitieron en color. Aunque en sus primeros años fue una serie de emisión semanal, a partir de 1955 se comenzaron a emitir entre cuatro y ocho programas por temporada.
A lo largo de los años, la serie ha acumulado 8 premios Emmy, 24 premios Christopher, 11 premios Peabody, nueve Globos de Oro y 4 Humanitas Prize. La versión de Hamlet protagonizada por Richard Chamberlain y Michael Redgrave en 1970, que también fue emitida en Gran Bretaña, ganó cinco Emmys cuando se emitió en el Hallmark Hall of Fame, de un total de trece nominaciones, siendo esta, la producción de una obra de Shakespeare que más nominaciones ha dichos premios ha conseguido nunca. Durante las primeras temporadas, actores como James Dean, Peter Ustinov, Grace Kelly, Sylvia Field, Martin Huston, Sarah Churchill, Leslie Nielsen, Maurice Evans, Roger Moore, Sara Haden, Thomas Mitchell, Gene Barry, Patrick O'Neal, Richard Burton, Robert Redford, James Stewart, John Drew Barrymore o Natalie Wood formaron parte del elenco participó en las diferentes producciones. También lo hicieron posteriormente Tony Randall, Boris Karloff, Charlton Heston, Ricardo Montalbán, Richard Chamberlain, Orson Welles, Vittorio De Sica, Sophia Loren, Alec Guinness, Faye Dunaway, Mia Farrow, Martin Sheen, Elizabeth Taylor, Henry Fonda, José Ferrer, Anthony Hopkins, Donald Sutherland, James Woods, Glenn Close, Tommy Lee Jones, Jessica Lange, Catherine Zeta-Jones y más recientemente Alicia Silverstone, Jeff Daniels, Winona Ryder, Jennifer Love Hewitt, Cuba Gooding Jr., Julia Stiles, Mandy Moore, Andy García, Minka Kelly o Katharine McPhee.
La serie fue emitida por la cadena NBC hasta 1978, en que debido a las bajas audiencias fue cancelada. Desde entonces ha sido emitida por diferentes cadenas, CBS, PBS y ABC. Desde 2014, se emite por la cadena de pago Hallmark Channel.